# Tognina Gonsalvus

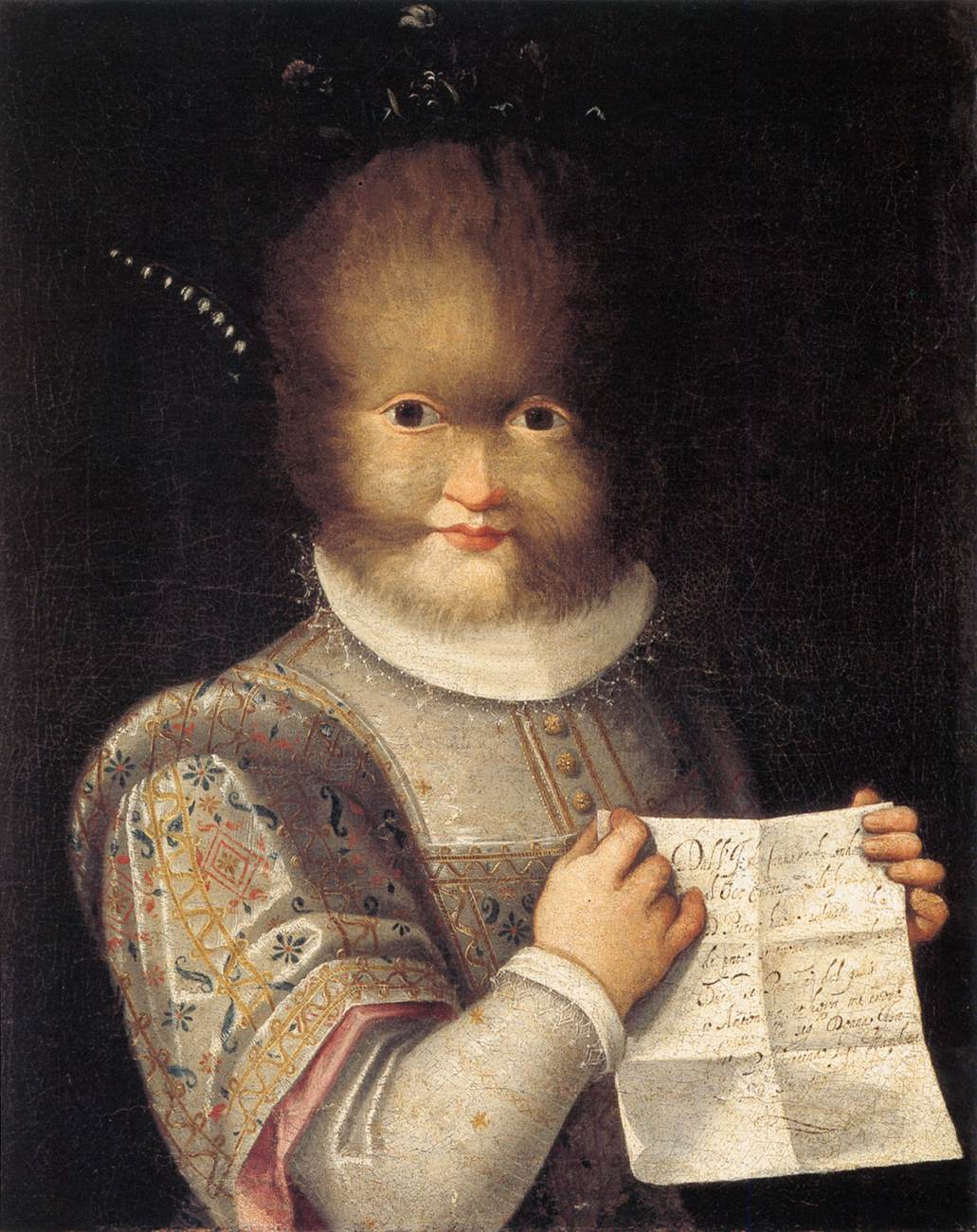
Lavinia Fontana (1552–1614): Tognina

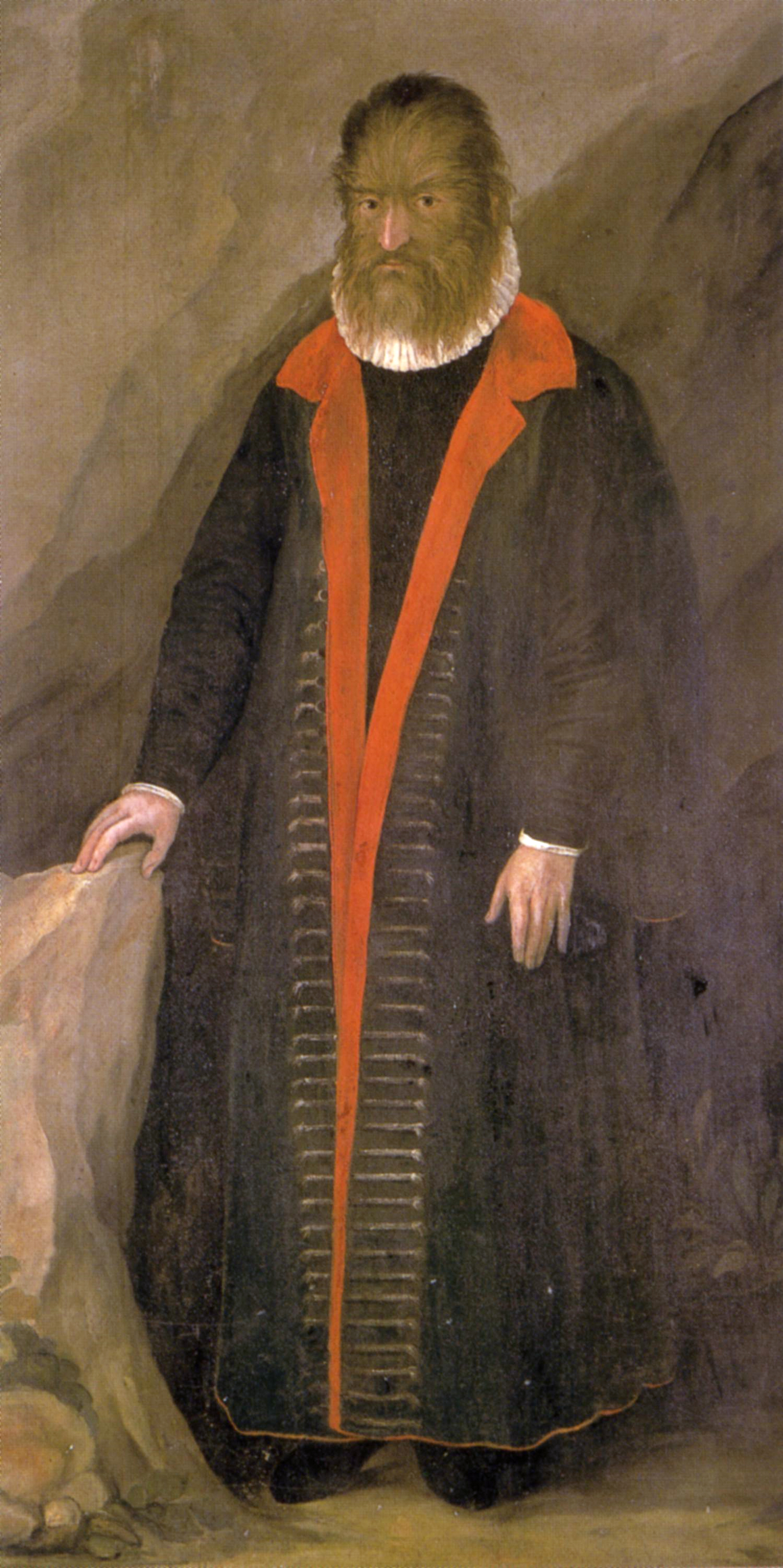
Petrus Gonsalvus, Vater der Tognina. (16. Jh.); Schloss Ambras (Tirol)

Tognina (Antonia?) Gonsalvus, auch Conzalves oder Conzales (* um 1580 in Frankreich, genaue Lebensdaten unbekannt) war ein sogenanntes Affenmädchen. Ihre Familie gilt als der älteste in Europa beschriebene Fall von menschlicher Überbehaarung.

## Leben und Familie
Antonia ist in verschiedenen Gemälden und Drucken sowohl als kleines Mädchen als auch als junge Frau abgebildet worden und unter dem Namen Tognina bis heute überliefert. Sie wuchs in Fontainebleau auf und gehörte zur Hofgesellschaft König Heinrichs II. von Frankreich. Erwähnung findet sie vor allem in Berichten über ihre Familie.
Togninas Vater, Petrus Gonsalvus, wurde 1556 auf Teneriffa geboren. Er gelangte als Kind an den Hof Heinrichs II., wo man ihn zunächst als Affen im Hause hielt und erst dem Heranwachsenden Aufmerksamkeit schenkte. Petrus, der Latein gesprochen haben soll, bekam eine Frau zugesellt, die keine anormale Körperbehaarung hatte. Das Paar hatte mehrere Kinder, von denen einige, so auch Antonia, die Krankheit des Vaters geerbt hatten. Heinrich stellte der Familie einen Teil des Parks von Fontainebleau zur Verfügung in der Absicht, seinen Untertanen eine natürliche Umgebung und Schutz zu bieten. Die „Affenmenschen“ nahmen regelmäßig an geselligen Veranstaltungen teil, eingekleidet in höfische Gewänder, die kleine Tognina stets ausgestattet wie eine Puppe. Um 1580/90 dürfte die Familie Gonsalvus nach Italien gereist sein; ihr Aufenthalt am Hofe der Margarethe von Parma wird erwähnt.
Diese sehr seltene Form der Hypertrichose wird auch als Ambras-Syndrom bezeichnet.

## Rezeption und Nachleben
Die übermäßige Behaarung eines Teils der Familie traf alsbald auf das Interesse der Gelehrten. Der italienische Arzt und Naturforscher Ulisse Aldrovandi (1522–1605) berichtet in seiner Monstrorum Historia, erschienen 1642, ausführlich über die Familie, als deren Aufenthaltsort er Ambras in Tirol erwähnt. In dem dortigen Kastell hatten Erzherzog Ferdinand II. von Tirol und Rudolf II. für eine riesige Sammlung an Kunst und Kuriositäten eine Kunst- und Wunderkammer eingerichtet, die auch ein Gemälde der Familie Gonsalvus beherbergt, angefertigt vom Hofmaler Rudolfs II., dem Antwerpener Miniaturisten Georg Hoefnagel. Hoefnagel überlieferte die Familie zudem als eine besondere Tierart in einem Skizzenbuch zur Animalia Rationalia et Insecta.
Der italienische Maler Agostino Carracci (1557–1602) stellte auf einem Gemälde aus dem Jahre 1596 (heute in der Galleria Nazionale in Neapel) neben Pietro, dem Narren, und Amon, dem Zwerg, auch Arrigo, den Haarigen dar; Lavinia Fontana fertigte ein Bild der kleinen Tognina an. Ein haariger Horatio Gonzales lebte in Rom und wurde von dem Kupferstecher Stefano della Bella (1610–1664), von dem auch die Zeichnung eines toten Elefanten überliefert ist, porträtiert.